# Saint-Sulpice-des-Landes (Loira Atlàntic)

Localització de Saint-Sulpice-des-Landes (Loira Atlàntic)

Saint-Sulpice-des-Landes (en bretó Sant-Suleg-al-Lanneier) és un municipi francès, situat a la regió de país del Loira, al departament de Loira Atlàntic, que històricament va formar part de la Bretanya. L'any 2006 tenia 624 habitants. Limita amb Le Pin, La Chapelle-Glain, Petit-Auverné, Grand-Auverné, Riaillé, Bonnœuvre i Saint-Mars-la-Jaille a Loira Atlàntic, Freigné a Maine i Loira.

## Demografia
| 1962                                       | 1968 | 1975 | 1982 | 1990 | 1999 |
| ------------------------------------------ | ---- | ---- | ---- | ---- | ---- |
| 728                                        | 824  | 716  | 628  | 596  | 608  |
| Des de 1962: població sense dobles comptes |      |      |      |      |      |

## Administració
| Període   | Identitat             | Partit |
| --------- | --------------------- | ------ |
| 1962-1972 | Francis Allard        |        |
| 1972-1989 | François Juvin        |        |
| 1989-2008 | Gérard Couvrant       |        |
| 2008-     | Jean-Daniel Lécaillon |        |